# Jeff Reinert
Jeff Reinert (Bellingham, Washington, 1962 körül –) amerikai profi kosárlabdázó és kosárlabdaedző, 2019. május 21-étől a Southern Idaho Golden Eagles férfi kosárlabdacsapatának vezetőedzője.

## Játékosként
Az Új-mexikói Egyetemen és a Gonzaga Egyetemen kosárlabdázott; az 1983–84-es szezonban John Stockton csapattársa volt. Az 1985–86-os szezonban az osztrák Ipswich Eaglesnél játszott.

## Eredményei vezetőedzőként

### Középiskolai
| Szezon                                  | Eredmény                                | Eredmény                                | Helyezés                                | Továbbjutás                             |
| Szezon                                  | Összesített                             | Konferencia                             | Helyezés                                | Továbbjutás                             |
| Santa Margarita Eagles (Trinity League) | Santa Margarita Eagles (Trinity League) | Santa Margarita Eagles (Trinity League) | Santa Margarita Eagles (Trinity League) | Santa Margarita Eagles (Trinity League) |
| --------------------------------------- | --------------------------------------- | --------------------------------------- | --------------------------------------- | --------------------------------------- |
| 2012–13                                 | 16–16                                   | 0–10                                    | 6.                                      | –                                       |
| 2013–14                                 | 26–9                                    | 5–5                                     | 3.                                      | CIF bajnokság                           |
| 2014–15                                 | 19–8                                    | 5–5                                     | 3.                                      | –                                       |
| 2015–16                                 | 18–12                                   | 6–4                                     | 3.                                      | –                                       |
| 2016–17                                 | 21–9                                    | 7–3                                     | 2.                                      | –                                       |
| 2017–18                                 | 20–10                                   | 7–3                                     | 2.                                      | –                                       |
| 2018–19                                 | 25–11                                   | 2–3                                     | 4.                                      | CIF bajnokság                           |
| Összesen:                               | 145–75 (.659)                           | 32–33 (.492)                            | –                                       | –                                       |

### Egyetemi
| Szezon                                                   | Eredmény                                                 | Eredmény                                                 |
| Szezon                                                   | Összesített                                              | Konferencia                                              |
| Utah Valley Wolverines (Scenic West Athletic Conference) | Utah Valley Wolverines (Scenic West Athletic Conference) | Utah Valley Wolverines (Scenic West Athletic Conference) |
| -------------------------------------------------------- | -------------------------------------------------------- | -------------------------------------------------------- |
| 1994–95                                                  | ?                                                        | ?                                                        |
| 1995–96                                                  | ?                                                        | ?                                                        |
| 1996–97                                                  | ?                                                        | ?                                                        |
| 1997–98                                                  | ?                                                        | ?                                                        |
| 1998–99                                                  | ?                                                        | ?                                                        |
| 1999–00                                                  | 18–12                                                    | 9–9                                                      |
| 2000–01                                                  | 19–13                                                    | 9–9                                                      |
| 2001–02                                                  | 21–10                                                    | 10–8                                                     |
| Összesen:                                                | 179–77 (.699)                                            | –                                                        |

## Fordítás
- Ez a szócikk részben vagy egészben  a   Jeff Reinert című angol Wikipédia-szócikk ezen változatának fordításán alapul.  Az eredeti cikk szerkesztőit annak laptörténete sorolja fel. Ez a jelzés csupán a megfogalmazás eredetét és a szerzői jogokat jelzi, nem szolgál a cikkben szereplő információk forrásmegjelöléseként.